# Saga Valdimars
La Saga Valdimars es una de las sagas caballerescas de autor anónimo, escrita en nórdico antiguo. Las copias más antiguas se han fechado hacia el siglo XV y la transliteración sugiere que el original pudo ser compuesto en el oeste de Islandia. El contenido es parecido a Illuga saga Gríðarfóstra pero con una trama bastante inconexa, confusa y compleja. El héroe Valdimar se relaciona con un mundo fantástico de gigantes y magia, pero a diferencia de Illuga saga, no busca desmentir el mito. En contraste con otras sagas, los nombres están latinizados, lo que implica una influencia del romance continental de la época.
La saga de publicó por primera vez en 1852, disponible como una edición popular para el público islandés en un momento de gran popularidad de las sagas denominadas riddarasögur.